# Йозеф Шіма
Йозеф Шима, у Франції — Жозеф Сіма (чеськ. Josef Šíma; 1891—1971) — чеський і французький художник, який став важливою фігурою в сучасному європейському мистецтві.

## Життя і творчість
Шіма — один із найвидатніших представників сюрреалізму, а в період після Другої світової війни — і абстрактного живопису Мистецьку освіту здобув у празькій академії витончених мистецтв. У 1920 році Шіма стає одним із засновників художньої групи «Деветсил». У тому ж році він їде в Париж і приєднується до сюрреалістичного руху. У 1926 він отримав французьке громадянство.
Починаючи з 1921 року Шіма встановлює дружні стосунки з такими майстрами мистецтва, як Амеде Озанфан, П'єр Жаннере і Альбер Глез, що співпрацювали з журналом L'Esprit nouveau (Новий дух). У 1927 він знайомиться і починає працювати з майбутніми авторами журналу Grand Jeu: Рене Домаль, Роже Віллані і Роже Жільбер-Лекомт. Шіма також стає художнім директором їх журналу. У той же час він постійно підтримує зв'язки з художнім і літературним авангардним рухом в Чехословаччині. У 1934 році Шіма створює групу Чеські сюрреалісти.
У 1959 році Шіма був учасником виставки сучасного мистецтва в Касселі documenta II.

## Стиль
Джерелами натхнення для художника були чуттєвий досвід, громадська тематика, геометричні абстракції, творче уявлення природних архетипів, людське існування у вигляді кристалів, космічного яйця і жіночих торсів, захоплення пейзажами і мітологією — поки, нарешті, не вдалося з'єднати всі ці елементи і синтезувати їх в космічних баченнях і символах людської долі.